# Ja T'ho Diré
Ja t'ho diré fue un destacado grupo de música español que formaba parte del llamado rock catalán. 

## Historia

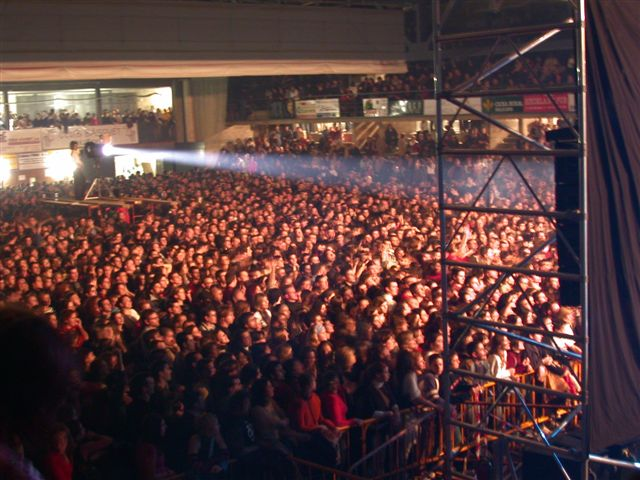
Público en el último concierto de los Ja t'ho diré en Ciudadela (27 de diciembre de 2003).

En el año 1986 en Ciudadela (Menorca), Cris Juanico, Sebastià Saurina, Carles Pons, Vicenç Fontestad y Jesús Moll, provenientes de diversos grupos deciden unirse para formar el grupo Ja t'ho diré.
A comienzos de 1990 graban las canciones "Ei Joan", "Es Vell Pescador", "Mujeres" y "Último Verdugo" en los estudios "Digital" de Palma de Mallorca, aumentando su popularidad y atrayendo cada vez más público a sus conciertos. A comienzos de 1991 graban dos maquetas, "Ronquerels" y "Otras hierbas", con las que aspiran a darse a conocer fuera de las Islas Baleares, y deciden instalarse en Viure (Alto Ampurdán) donde preparan la grabación de su primer disco oficial, "Es blau es fester", con el que harán una gira por Cataluña. El 1993 sacan su segundo disco, "Dos o tres", producido por el ex-Sopa de Cabra Josep Thió. 1995 es el año en el que realizarán un salto importante con "Moviments salvatges", un trabajo que obtendrá un reconocimiento significativo, tanto por parte del público como de los medios de comunicación.
Aprovechando el buen momento, deciden preparar un nuevo CD, "Un ram de locura" (1997) que supera en ventas al anterior trabajo.
Con todo este bagaje, es el momento de editar un disco en directo que refleje la fuerza de sus conciertos, el doble CD "Es directe" (1999), grabado en varios conciertos de su gira, incluido el de la Sala Bikini de Barcelona.
Después de esto, deciden sacar un disco en castellano: "Soñando silencio" (2001) y tomarse un descanso definitivo. Finalmente, en el 2003 publican el recopilatorio "Història d'un viatge 1986-2003", y cierran su carrera con un último concierto en Ciudadela, localidad de origen del grupo, el 27 de diciembre de 2003.

## Miembros
- Cris Juanico - voz y guitarra
- Sebastià Saurina - guitarra
- Carles Pons - guitarra y percusión
- Vicenç Fontestad - batería  (fallecido)
- Jesús Moll - bajo
- Miquel Brugués - teclados.

## Discografía
- Es blau es fester (1991)
- Dos o tres (1993)
- Moviments salvatges (1995)
- Un ram de locura (1997)
- Es directe (1999)
- Soñando silencio (2001)
- Història d'un viatge 1986-2003 (2003)

## Otros proyectos
Cris Juanico además de actuar en solitario también forma parte de Menaix a Truà junto a Toni Xuclà y Juanjo Muñoz de Gossos.